# 滨海隆日维尔
滨海隆日维尔（法語：Longeville-sur-Mer，法語發音：[lɔ̃ʒvil syʁ mɛʁ]）是法国卢瓦尔河地区大区旺代省的一个市镇，属于莱萨布勒多洛讷区。

## 地理
滨海隆日维尔（46°25'28"N, 1°29'22"W）面积38.05 平方千米，位于法国卢瓦尔河地区大区旺代省，该省份为法国西部沿海省份，北起大西洋卢瓦尔省和曼恩-卢瓦尔省，西临大西洋，南至滨海夏朗德省，东部及东南部与德塞夫勒省接壤。
与滨海隆日维尔接壤的市镇（或旧市镇、城区）包括：昂格勒、阿夫里耶、勒贝尔纳、圣伊莱尔拉福雷、圣樊尚叙雅尔、滨海拉特朗什。
滨海隆日维尔的时区为UTC+01:00、UTC+02:00（夏令时）。

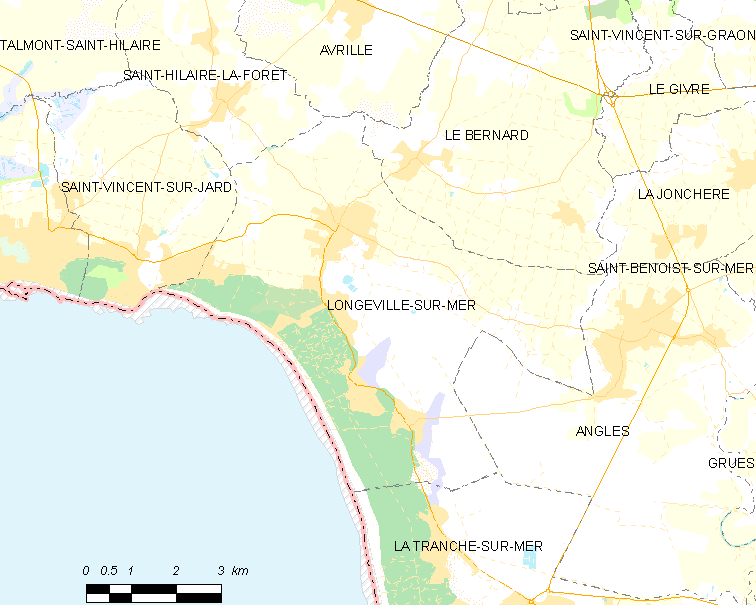
滨海隆日维尔的OSM定位图

## 行政
滨海隆日维尔的邮政编码为85560，INSEE市镇编码为85127。

## 政治
滨海隆日维尔所属的省级选区为塔尔蒙-圣伊莱尔县。

## 人口

1962-2008年间滨海隆日维尔人口变化图示

滨海隆日维尔于2022年1月1日时的人口数量为2442人。